# Miss Morison's Ghosts
Miss Morison's Ghosts è un film televisivo del 1981 diretto da John Bruce. Il film è basato sul libro Il sogno della regina in rosso, scritto da due accademiche di Oxford, Charlotte Anne Moberly ed Eleanor Jourdain, le quali affermarono che nel 1901, durante una gita di un giorno a Versailles, tornarono indietro nel tempo fino al XVIII secolo alla corte di Luigi XVI, in un evento noto come incidente Moberly-Jourdain.